# Turbinaria heronensis
Turbinaria heronensis is een rifkoralensoort uit de familie van de Dendrophylliidae. De wetenschappelijke naam van de soort is voor het eerst geldig gepubliceerd in 1958 door Wells.